# Zosterops simplex
Zosterops simplex — вид воробьиных птиц из семейства белоглазковых. Ранее считался подвидом Zosterops japonicus. Выделяют пять подвидов.

## Распространение
Обитают в восточной части Китая, на севере Вьетнама, Тайско-Малайском полуострове, Суматре и Борнео.

## Описание
Взрослые птицы оливково-зелёные сверху. Лоб жёлтый. Горло и верх грудки лимонно-жёлтые. Подхвостье бледно-лимонно-жёлтое. Остальная часть нижней стороны тела бледно-серая. Радужка от коричневой до жёлто-коричневой. Глазное кольцо белое. Клюв бледно-серый, ноги серые. Самцы и самки не отличаются внешне.

## Биология
Всеядны. Растительная пища включает мелкие почки, семена, фрукты и нектар. Животная пища в основном состоит их насекомых.